# Europese weg 851
De Europese Weg 851 of E851 is een Europese weg die loopt van Petrovac in Montenegro naar Pristina in Kosovo.

## Algemeen
De Europese weg 851 is een Klasse B-verbindingsweg en verbindt het Montenegrijnse Petrovac met het Servische Pristina en komt hiermee op een afstand van ongeveer 160 kilometer (het deel in Albanië is niet meegerekend). De route is door de UNECE als volgt vastgelegd: Petrovac - Albanië - Prizren - Pristina.